# 環大西洋
《環大西洋》（英語：Atlantic Rim）是一部2013年美國科幻怪獸片，由賈里德·科恩執導，瘋人院影業製作，葛拉罕·葛林、大衛·喬卡奇、戰壕和傑姬·摩爾（Jackie Moore）主演。講述為了阻止怪獸侵襲美國城市，軍方派出三人駕駛巨型機器人與其作戰。電影於佛罗里达州彭萨科拉拍攝，2013年7月9日在美國DVD首映。
依據瘋人院影業的傳統，《環大西洋》是低預算、惡搞華納兄弟及傳奇影業電影《环太平洋》（2013年）之作。發行後評價極差，但受到外界高度關注。續集《環大西洋2：重生時刻》於2018年推出。

## 劇情
北美洲墨西哥湾的石油平台的一艘偵查潛水艦失蹤後，科學家瑪格麗特·亞當斯博士發起了由巨型機器人執行的深海救援計劃。三台機器人分別由雷德、翠西和吉姆駕駛，潛入海底將近800英尋，這不僅使他們發現了石油平台的殘骸，還遇上了使它沉沒的怪獸。雷德不顧哈德利海軍上將的命令追捕怪獸，促使海軍上將命令東海岸的每支海軍艦隊前往該處攔截。在F/A-18黃蜂式戰鬥攻擊機的協助下，雷德得以擊敗怪獸，但這場戰鬥對城市造成嚴重傷亡。雷德事後因違反命令而被捕。他被單獨監禁，直到被哈德利將他短暫釋放，後來因他的英勇行為而被授予榮譽勳章，然後再歸隊。
後來，謝爾頓·吉斯向哈德利通報了一項絕密的聲納程序，該程序發現了幾億年前的怪獸，並將它們的卵產於原油和鹽水的混合物中。目前發現兩顆卵，其中一顆孵化成被雷德和戰鬥機擊敗的怪獸。哈德利下令尋找另一顆卵，但為時已晚，怪獸已孵化且比前一隻更大，牠來以前隻怪獸的屍體為食。對城市造成破壞後，怪獸攻擊海軍基地，韋克斯勒中尉開車救出了雷德、翠西和吉姆。同時，吉斯通知哈德利，總統已授權對該怪獸發動核攻擊，且已批准。哈德利無視這一決定，並命令所有人撤離該基地。該怪獸最後被B-2幽灵战略轰炸机的數枚導彈擊斃。哈德利隨後被告知，大西洋沿岸又孵出了另一顆卵。
亞當斯博士為三人組提供了特殊的「光環」頭帶，這些頭帶將它們與機器人神經聯繫起來，並透過直接的身體動作代替操縱桿來提高反射率。該系統的缺點是駕駛會連帶承受機器人所遭遇的傷害而感到痛苦。三人將他們的機器人帶到紐約市與怪獸戰鬥。在哈德利海軍上將多次拒絕發動核攻擊之後，吉斯命令維吉尼亞號USS（SSN-774）發射彈頭。雷德攔截導彈並使其頻率受阻，該城市得以免於核浩劫。為了報復，吉斯揚言要關閉機器人，儘管開槍射傷了哈德利，但很快被韋克斯勒中尉制服。在戰鬥中，當翠西的神經系統處於危急狀態時，她將失去知覺。吉姆將她放到了安全處，而雷德抓住彈頭和怪獸，然後將兩者飛向宇宙。然後，他將怪獸踢往宇宙，在此過程中引爆了彈頭，他和機器人墜毀返回地球。雷德倖存，三人組和哈德利前往當地的酒吧品嚐龍舌蘭酒，慶祝眾人的勝利。

## 演員
- 葛拉罕·葛林飾演哈德利海軍上將（Admiral Hadley）[7]
- 大衛·喬卡奇（英语：David Chokachi）飾演雷德（Red）[7]
- 戰壕（英语：Treach）飾演吉姆（Jim）[7]
- 傑姬·摩爾（Jackie Moore）飾演翠西（Tracy）[7]
- 妮可·亞歷珊卓·希普利（Nicole Alexandra Shipley）飾演史東（Stone）
- 珍妮·埃文斯（Jinhi Evans）飾演奎因·貝克博士（Dr. Quinn Baker）
- 史蒂文·馬洛（Steven Marlow）飾演謝爾登·「蛇」·吉斯（Sheldon "Snake" Geise）
- 妮可·迪克森（Nicole Dickson）飾演瑪格麗特·亞當斯博士（Dr. Margaret Adams）
- 德米特里·斯蒂爾（Demetrius Stear）飾演韋克斯勒中尉（Lt. Wexler）
- 賈里德·科恩飾演戰鬥機飛行員

## 製作
《環大西洋》由B級片製片商瘋人院影業照慣例以低預算的方式製作，惡搞自華納兄弟及傳奇影業的《环太平洋》（2013年）。先前華納兄弟曾將瘋人院的《霍比特人时代》（2012年）告上法庭，但這回華納兄弟拒絕對《環大西洋》發表評論，僅發表聲明稱瘋人院的商業模式「憤世嫉俗」且「旨在從他人的工作中獲利」。
最初選定在佛罗里达州彭薩科拉海軍航空站拍攝，劇組被獲准得以在此免費使用該處；但直到拍攝的前一週，軍方的某人閱讀了劇本並與製片人聯繫，他們被告知，高層人士不喜歡士兵無拘無束的刻畫。劇組放棄該處，使製片人克里斯多福·雷（Christopher Ray）全天在彭萨科拉四處開車，尋找新場地。最後他們找到了一個私人直昇機場，該機場在片中至少被用上七處。
製作預算僅50萬美元，約15萬美元都花在了主演上，包括小有名氣的大衛·喬卡奇、葛拉罕·葛林和饒舌歌手戰壕。這些資深演員們也有自己的簽約理由，例如戰壕表示因為他喜歡演戲，以前曾在電影及電視劇中初演過一些小角色；包括喬卡奇在內有些人也是因維持生計而出演該片，《環大西洋》也是喬卡奇拍的第五部瘋人院電影。
在機場拍主角群與怪獸的戰鬥場面時，後方一處空地上停著四輛生鏽的舊軍車，無人知曉它們為何在這，但導演賈里德·科恩自行決定好好利用這些免費的道具。在雷的鼓勵下，工作人員迅速在一輛舊軍車的後部設置了一個場景；其中戰壕安慰了一名受傷的女性平民，該女子由本週早些時候在午餐會上招募的女服務員扮演，她正與一名死去的士兵坐在一起。戰壕聽從導演的建議，低頭看著躺在女服務員旁邊裝成屍體的士兵，並發自內心的悼念：「安詳走吧，大兵。」由於場地的變更，使劇本在拍攝期間被重寫了九次，加上天候條件不佳、演員走位和照明等問題，電影的製作進度落後於計劃；甚至還有兩名臨時演員將真槍帶進片場充當道具槍。拍攝為期五個月後在當地公共海灘宣告殺青。
當導演科恩完成《環大西洋》剪輯的一天後，收到了《环太平洋》的試映邀請。他前往現場並驚訝地遇上了《环太平洋》導演吉勒摩·戴托羅；科恩自我介紹並向對方介紹了《環大西洋》，戴托羅表示自己早得以其存在，他迫不及待地想看這部電影。戴托羅說他無意冒犯，只要《環大西洋》表現不佳，那他們倆都得在爭取片商的續集。

## 發行及反響
《環大西洋》2013年7月9日搶先《环太平洋》在美國以DVD首映方式發行。和瘋人院普遍的電影一樣，利用相似的片名和大片風格的海報誘騙不常關注電影的人租借影碟，且在影評界和觀眾間收穫負評居多。《Fangoria》的戴夫·帕斯（Dave Pace）給了該片兩顆骷髏的評價（滿分四顆）：「這證明了為什麼沒有那麼多的真人巨型機器人打怪獸電影，做正確的事情並維持觀眾的代入是一件非常困難的事情。《環大西洋》屬於『爛得好看』級別的作品，設法蠢得有趣。」他還認為機器人和怪獸的建模還算不錯，雖然有點像是從別處挪用（如瘋人院的《變形戰兵》）。恐懼基地從滿分五分中給了電影三分的評價，並在評論寫道：「一部關於戰鬥機器人用豪飲哥們方式拯救紐約市免受看起來癡呆的瘋狂巨型海獸威脅，令人困惑和惱火的是，這些金屬人不會停止打牠。」
評論匯總網站爛番茄根據100條評論，觀眾方新鮮度僅9%。
《環大西洋》是《神秘科學戲院3000》第12季中收錄的六部電影之一，且是該節目中唯一採用過的21世紀電影。

## 續集
2017年10月5日，官方宣布續集《環大西洋2：重生時刻》已完成拍攝。電影於2018年3月搶先於《環太平洋2：起義時刻》前發行。

## 外部連結
- 官方网站
- 互联网电影数据库（IMDb）上《環大西洋》的资料（英文）